# Milk Inc.
Milk Inc. is een Belgische dance-act, bestaande uit producers Regi Penxten, Filip Vandueren en zangeres Linda Mertens. Bij de liveshows werden ze bijgestaan door toetsenist Peter Schreurs en drummer Michael Schack. Penxten en Mertens vormden samen het gezicht van Milk Inc. In Vlaanderen haalden 31 van hun 34 singles de top 10 in de officiële hitlijst.

## Biografie
Milk Inc. begon in 1996 als een studioproject dat een eerste plaat uitbracht op het label Dance Opera van platenfirma Antler Subway records. Een jaar later werd de single La Vache uitgebracht, die vooral in Frankrijk en het Verenigd Koninkrijk aansloeg. Vanwege dit succes werd op aanraden van de platenmaatschappij de bandnaam voor de Franse uitgaven veranderd in La Vache. Er werd besloten om ook optredens te doen en het stadium van studioproject te verlaten. De echte doorbraak van Milk Inc. kwam er met frontvrouw Ann Vervoort. Zij was het gezicht in de clips, act en op het podium.  De feitelijke zang werd ingezongen door Karen Boelaerts, die eveneens de hits inzong van onder anderen 2 Fabiola. In 2000 werden Vervoort en Boelaerts vervangen door Linda Mertens. Volgens Boelaerts een gevolg van een beslissing bij het tv-programma Tien om te Zien, waarin voortaan live moest worden gezongen en waardoor er voor Vervoort geen plaats meer was. Voor het album Land of the living werden de stemmen van beiden gebruikt. Walk on Water werd door Boelaerts gezongen, in de single Land of the living zong zij nog het refrein.

## Sportpaleisconcerten
In 2006 bestond Milk Inc. 10 jaar. Om dit te vieren gaven ze een optreden in het Sportpaleis van Antwerpen: Milk Inc. Supersized. De show was uitverkocht en daarom werd beslist om deze show elk jaar te organiseren. Eind september 2007 stond Milk Inc. opnieuw in het Sportpaleis met Milk Inc. Supersized 2. Deze show raakte al snel uitverkocht, waardoor er twee extra shows werden gepland. Die raakten eveneens uitverkocht. In 2008 zorgde de 3de reeks concerten in het Sportpaleis, deze keer onder de naam Milk Inc. Forever naar het album Forever, voor een ongezien succes: 6 keer uitverkocht. In 2009 stonden Regi & Linda opnieuw zes keer in het Sportpaleis, deze keer onder de naam Milk Inc. Blackout. In 2010 deden ze dit nog 5 keer over onder de naam 'Eclipse'.
De hoogtepunten van de show worden telkens uitgezonden op JIMtv en 2BE. Elk jaar wordt er tevens een dvd uitgebracht met een lange opname van het concert.

## Music Industry Award
Op 8 januari 2010 ontving Milk Inc. een van de MIA's van 2009, namelijk die voor "Beste Dance/elektronica". Voor de MIA's van 2012 was Milk Inc. genomineerd in de categorie Beste Dance.

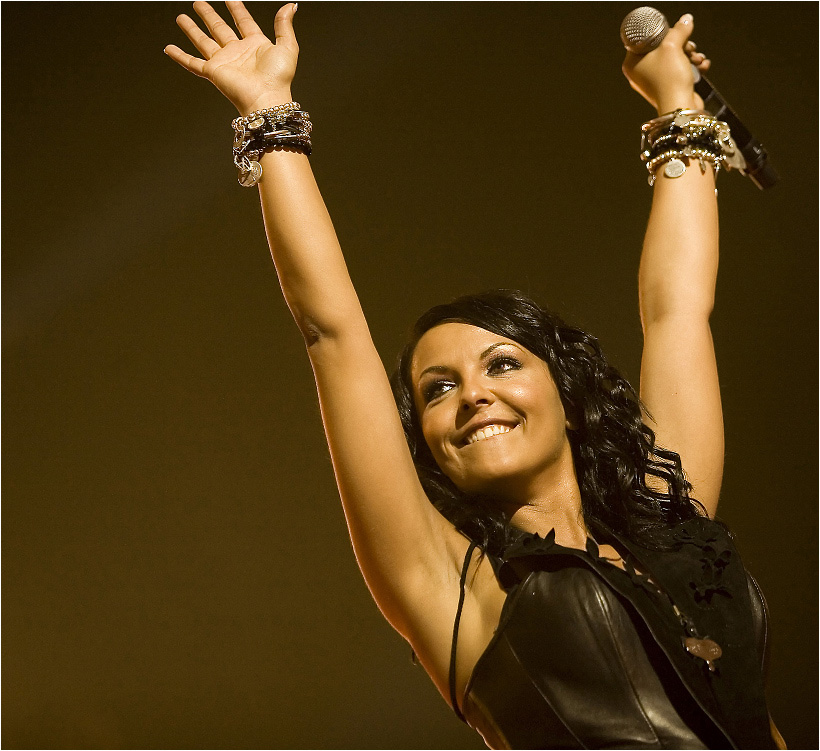
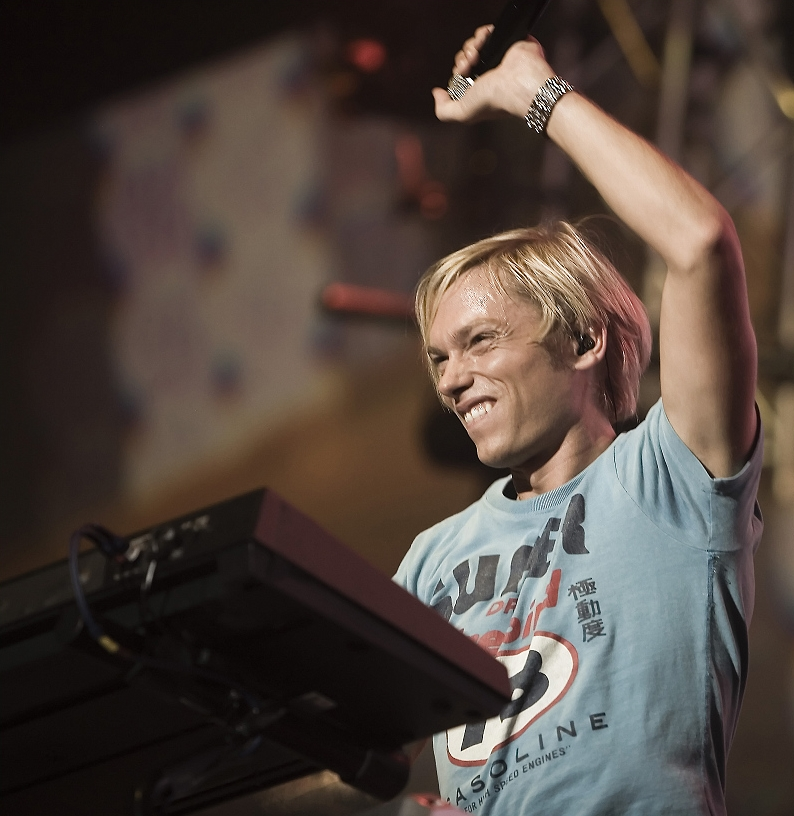

## Albums

### Apocalypse Cow
Eind 1998 werd de single In My Eyes uitgebracht, en werd de eerste hit van Milk Inc in België. Later volgden van het debuutalbum Apocalypse Cow ook nog de singles Promise en Oceans. Beide nummers kwamen in de Vlaamse top 10 terecht. Alle nummers werden ingezongen door Karine Boelaerts.

### Land of the Living
In Nederland werd in 2000 Walk on Water de eerste grote hit. Nadat Ann Vervoort met haar vriend Pat Krimson naar Ibiza vertrok om daar een platenlabel te lanceren, werd Linda Mertens zangeres van de groep. Hun eerste single met Linda, Land of the Living werd vervolgens uitgebracht, waarna het nummer Never Again een eerste plek behaalde in de Spaanse hitlijst.

### Closer
De single The Sun Always Shines on T.V. (een cover van a-ha) werd rond 2004 in veel Europese landen uitgebracht, alsook in de Verenigde Staten. Het album Closer bevatte ook nog de singles Breathe Without You, Time, Sleepwalker, Wide Awake en I Don't Care, een samenwerking met Silvy De Bie van Sylver.

### Supersized
In 2006 had Milk Inc. drie hits met Tainted Love (een cover van Gloria Jones), Run en No Angel, waarvan de videoclip werd opgenomen tijdens een van de concerten van Milk Inc. Supersized concertreeks.

### Forever
In 2007 behaalde Milk Inc. met de single Sunrise de derde plaats in de Ultratop, alsook de zesde plaats met Tonight. Die laatste werd officieel voorgesteld op de Milk Inc Supersized II concertreeks. In 2008 scoorden ze nog met de nummers Race en Forever, van het gelijknamige album Forever. Forever stond overigens de hele zomer op de eerste plek van de Belgische albumlijsten, wat de groep nooit eerder had meegemaakt. Eind 2008 kwam er een speciale editie uit van Forever, met bonustracks en een dvd met de concertregistratie van Milk Inc. Forever.

### Nomansland
Begin juli 2009 verscheen hun nieuwe single Blackout, dewelke een week later binnenkwam op de zevende plaats in de Ultratop 50, alvorens de daaropvolgende week naar de eerste plaats te stijgen. Die plaats hielden ze twee weken vol. De single werd ook in Nederland uitgebracht. In februari 2010 verscheen tweede single Storm, die de week daarop binnenkwam op plaats 22. De daaropvolgende week steeg ook deze single naar de eerste positie, en werd zo hun tweede nummer 1-hit op rij, wat ze al drie keer voordeden. Begin juli 2010 kwam de derde single Chasing the Wind uit. Tijdens hun concertreeks "Eclipse", in het Antwerps Sportpaleis, stelden ze tevens hun single Dance 2 Forget voor, welke echter nooit in de winkel verscheen. Begin februari kwam de nieuwste single Fire uit. Het album Nomansland, met deze vijf singles staat gepland voor maart 2011. De uiteindelijk vijfde single werd Shadow.
Om de vijftiende verjaardag van Milk Inc. te vieren werd in september 2011 een geremixte versie van La Vache uitgebracht. De song bevat een sample van La Vache en de typische dancebeats, maar ook een dubstepbreak, wat een primeur is voor Milk Inc.

### Carrièreonderbreking
In oktober 2014 bracht Milk Inc. de single Don't Say Goodbye uit. Tegelijk kondigde de groep aan een pauze van nog onbepaalde duur in te lassen. De reden daarvoor was de geboorte van Mertens' eerste kind. Na het overlijden van dit kindje werd de groep voor onbepaalde tijd stilgezet.
Op 27 oktober 2023 maakte Linda haar comeback aan de zijde van Regi in het Sportpaleis tijdens diens “The Return”-concert. Voorlopig zal ze als gast zijn liveoptredens vergezellen.

## Discografie

### Albums
| Album met eventuele hitnotering(en) in de Nederlandse Album Top 100 | Datum van verschijnen | Datum van binnenkomst | Hoogste positie | Aantal weken | Opmerkingen |
| ------------------------------------------------------------------- | --------------------- | --------------------- | --------------- | ------------ | ----------- |
| Land of the Living                                                  | 2000                  | 02-12-2000            | 58              | 12           |             |

| Album met hitnotering(en) in de Vlaamse Ultratop 200 albums | Datum van verschijnen | Datum van binnenkomst | Hoogste positie | Aantal weken | Opmerkingen          |
| ----------------------------------------------------------- | --------------------- | --------------------- | --------------- | ------------ | -------------------- |
| Apocalypse Cow                                              | 1999                  | 05-06-1999            | 5               | 26           |                      |
| Land of the Living                                          | 2000                  | 25-11-2000            | 26              | 8            |                      |
| Double Cream                                                | 2001                  | 01-12-2001            | 39              | 5            |                      |
| Closer                                                      | 2003                  | 18-10-2003            | 11              | 9            |                      |
| Essential                                                   | 2005                  | -                     | -               | -            |                      |
| Supersized                                                  | 2006                  | 09-09-2006            | 3               | 59           | Platina              |
| The Best Of                                                 | 28-09-2007            | 06-10-2007            | 2               | 35           | 3x platina           |
| Forever                                                     | 20-06-2008            | 28-06-2008            | 1 (10wk)        | 35           | Platina              |
| Nomansland                                                  | 01-03-2011            | 12-03-2011            | 1(1wk)          | 32           | Goud                 |
| 15 - The Very Best Of                                       | 14-10-2011            | 22-10-2011            | 4               | 49           | Verzamelalbum / Goud |
| Undercover                                                  | 21-06-2013            | 29-06-2013            | 1(2wk)          | 44           | Coveralbum / Goud    |

### Singles
| Single met eventuele hitnotering(en) in de Nederlandse Top 40 | Datum van verschijnen | Datum van binnenkomst | Hoogste positie | Aantal weken | Opmerkingen                                           |
| ------------------------------------------------------------- | --------------------- | --------------------- | --------------- | ------------ | ----------------------------------------------------- |
| La Vache                                                      | 1996                  | ?                     | tip15           | -            | als Milk Incorporated / Nr. 86 in de Single Top 100   |
| Walk on Water                                                 | 2000                  | 09-09-2000            | 2               | 19           | Nr. 3 in de Single Top 100                            |
| Land of the Living                                            | 2000                  | 28-10-2000            | 23              | 12           | Nr. 16 in de Single Top 100 / Dancesmash op Radio 538 |
| Livin' a Lie                                                  | 2001                  | 17-03-2001            | 38              | 2            | Nr. 44 in de Single Top 100 / Dancesmash op Radio 538 |
| Never Again                                                   | 2001                  | -                     |                 |              | Nr. 69 in de Single Top 100                           |
| Wide Awake                                                    | 2001                  | 10-11-2001            | tip3            | -            | Nr. 50 in de Single Top 100                           |
| Breathe Without You                                           | 2003                  | 22-03-2003            | tip11           | -            | Nr. 45 in de Single Top 100                           |
| The Sun Always Shines on TV                                   | 2003                  | -                     |                 |              | Nr. 82 in de Single Top 100                           |
| I Don't Care                                                  | 2004                  | -                     |                 |              | met Silvy De Bie / Nr. 66 in de Single Top 100        |
| Tainted Love                                                  | 2006                  | 28-10-2006            | tip9            | -            | Nr. 37 in de Single Top 100                           |
| Run                                                           | 01-09-2006            | -                     |                 |              | Nr. 56 in de Single Top 100                           |
| Sunrise (Jeckyll & Hyde Remix)                                | 22-06-2007            | 14-07-2007            | 11              | 9            | Nr. 13 in de Single Top 100                           |
| Tonight                                                       | 19-10-2008            | 02-02-2008            | 22              | 6            | Nr. 44 in de Single Top 100                           |
| Forever                                                       | 09-06-2008            | -                     |                 |              | Nr. 91 in de Single Top 100                           |
| Blackout                                                      | 03-07-2009            | 08-08-2009            | tip3            | -            | Nr. 84 in de Single Top 100                           |
| Storm                                                         | 19-02-2010            | 08-05-2010            | tip14           | -            |                                                       |

| Single met hitnotering(en) in de Vlaamse Ultratop 50 | Datum van verschijnen | Datum van binnenkomst | Hoogste positie | Aantal weken | Opmerkingen                 |
| ---------------------------------------------------- | --------------------- | --------------------- | --------------- | ------------ | --------------------------- |
| In My Eyes                                           | 1999                  | 02-01-1999            | 2               | 18           | Nr. 2 in de Radio 2 Top 30  |
| Promise                                              | 1999                  | 03-04-1999            | 3               | 12           | Nr. 3 in de Radio 2 Top 30  |
| Oceans                                               | 1999                  | 03-07-1999            | 8               | 13           | Nr. 8 in de Radio 2 Top 30  |
| Losing Love                                          | 1999                  | 20-11-1999            | 2               | 16           | Nr. 2 in de Radio 2 Top 30  |
| Walk on Water                                        | 2000                  | 22-04-2000            | 1(2wk)          | 20           | Nr. 1 in de Radio 2 Top 30  |
| Land of the Living                                   | 2000                  | 30-09-2000            | 2               | 16           | Nr. 2 in de Radio 2 Top 30  |
| Livin' a Lie                                         | 2001                  | 03-03-2001            | 3               | 10           | Nr. 3 in de Radio 2 Top 30  |
| Never Again                                          | 2001                  | 23-06-2001            | 17              | 11           |                             |
| Wide Awake                                           | 2001                  | 10-11-2001            | 2               | 13           |                             |
| Sleepwalker                                          | 2002                  | 18-05-2002            | 6               | 12           |                             |
| Breathe Without You                                  | 2002                  | 02-11-2002            | 7               | 14           |                             |
| Time                                                 | 2003                  | 17-05-2003            | 10              | 10           |                             |
| The Sun Always Shines on TV                          | 2003                  | 06-09-2003            | 5               | 13           |                             |
| I Don't Care                                         | 2004                  | 14-02-2004            | 3               | 18           | met Silvy De Bie            |
| Whisper                                              | 2004                  | 11-09-2004            | 1(2wk)          | 20           |                             |
| Blind                                                | 2005                  | 07-05-2005            | 5               | 10           |                             |
| Go to Hell                                           | 2005                  | 15-10-2005            | 4               | 17           |                             |
| Tainted Love                                         | 2006                  | 17-06-2006            | 7               | 15           |                             |
| Run                                                  | 2006                  | 09-09-2006            | 7               | 22           | Nr. 17 in de Radio 2 Top 30 |
| No Angel                                             | 2006                  | 23-12-2006            | 10              | 12           |                             |
| Sunrise                                              | 2007                  | 07-07-2007            | 3               | 17           |                             |
| Tonight                                              | 2007                  | 27-10-2007            | 6               | 18           |                             |
| Forever                                              | 2008                  | 21-06-2008            | 7               | 15           |                             |
| Race                                                 | 05-09-2008            | 20-09-2008            | 18              | 19           |                             |
| Blackout                                             | 2009                  | 11-07-2009            | 1(2wk)          | 21           |                             |
| Storm                                                | 2010                  | 27-02-2010            | 1(1wk)          | 13           |                             |
| Chasing the Wind                                     | 09-07-2010            | 17-07-2010            | 10              | 6            |                             |
| Fire                                                 | 31-01-2011            | 12-02-2011            | 5               | 7            |                             |
| Shadow                                               | 2011                  | 09-07-2011            | 42              | 4            |                             |
| I'll Be There (La Vache)                             | 12-09-2011            | 24-09-2011            | 6               | 6            |                             |
| Miracle                                              | 11-06-2012            | 23-06-2012            | 16              | 6            |                             |
| Last Night a D.J. Saved My Life                      | 2013                  | 09-02-2013            | 3               | 10           |                             |
| Sweet Child o' Mine                                  | 2013                  | 15-06-2013            | 5               | 9            |                             |
| Imagination                                          | 2013                  | 28-09-2013            | 3               | 4            |                             |
| Don't Say Goodbye                                    | 2014                  | 20-10-2014            | 7               | 6            |                             |

Hieronder volgt een lijst van alle Milk Inc. singles, alsook een vermelding van de hoogste positie die deze single behaalde in de hitlijsten.
| Jaar | Titel                           | Album              | België | BEL Dance | Nederland | Spanje | Frankrijk | Engeland | Duitsland | Zweden | Australië | Denemarken | Ierland |
| ---- | ------------------------------- | ------------------ | ------ | --------- | --------- | ------ | --------- | -------- | --------- | ------ | --------- | ---------- | ------- |
| 1996 | Cream                           | Apocalypse Cow     |        |           |           |        |           | 45       |           |        |           |            |         |
| 1996 | La Vache                        | Apocalypse Cow     | 24     | 18        | tip15     |        | 8         | 23       |           | 26     | 3         |            | 1       |
| 1997 | Free Your Mind                  | Apocalypse Cow     |        |           |           |        | 19        |          | 54        |        |           |            |         |
| 1998 | Inside of Me                    | Apocalypse Cow     |        | 6         |           |        | 62        |          |           |        |           |            |         |
| 1999 | In My Eyes                      | Apocalypse Cow     | 2      | 2         | 4         |        |           | 9        |           |        | 29        | 3          | 25      |
| 1999 | Promise                         | Apocalypse Cow     | 3      | 3         |           |        |           |          |           |        |           |            |         |
| 1999 | Oceans                          | Apocalypse Cow     | 8      | 2         |           | 8      |           |          |           |        |           |            |         |
| 1999 | Losing Love                     | Land of the Living | 2      | 1         |           | 4      |           |          |           |        |           |            |         |
| 2000 | Walk on Water                   | Land of the Living | 1      | 1         | 2         | 1      | 10        | 8        | 4         | 1      | 11        | 1          | 14      |
| 2000 | Land of the Living              | Land of the Living | 2      | 2         | 23        | 7      | 18        | 18       |           |        |           |            |         |
| 2001 | Livin' a Lie                    | Land of the Living | 3      | 3         | 38        | 3      |           |          | 13        |        |           |            |         |
| 2001 | Don't Cry                       | Land of the Living |        |           |           |        |           |          |           |        |           |            |         |
| 2001 | Never Again                     | Land of the Living | 17     | 2         |           | 1      |           | 45       | 6         |        |           | 4          |         |
| 2001 | Wide Awake                      | Closer             | 2      | 9         | 3         | 1      |           |          |           |        |           |            |         |
| 2002 | Sleepwalker                     | Closer             | 6      | 2         |           | 5      |           |          | 5         |        |           |            |         |
| 2002 | Breathe Without You             | Closer             | 7      | 7         | 11        | 5      |           | 1        | 13        |        |           | 15         |         |
| 2003 | Time                            | Closer             | 10     | 4         |           |        |           |          | 12        |        |           |            |         |
| 2003 | Sun Always Shines on TV         | Closer             | 5      | 2         | 37        |        |           |          | 17        |        |           |            |         |
| 2004 | I Don't Care                    | Closer             |        | 7         | 66        |        |           |          |           | tip9   |           |            |         |
| 2004 | Whisper                         | Supersized         | 1      | 14        |           |        |           |          |           |        |           |            |         |
| 2005 | Blind                           | Supersized         | 5      | 2         |           |        |           | 1        |           |        |           |            | 1       |
| 2005 | Go to Hell                      | Supersized         | 4      | 7         |           |        |           |          |           |        |           | 15         |         |
| 2006 | Tainted Love                    | Supersized         | 7      | 2         | 9         |        |           |          |           |        |           |            |         |
| 2006 | Run                             | Supersized         | 7      | 14        | 56        |        |           |          | 1         |        |           | 9          |         |
| 2006 | No Angel                        | Supersized         | 10     | 12        |           |        |           |          |           |        |           |            |         |
| 2007 | Sunrise                         | Forever            | 3      |           | 11        |        |           | 2        |           |        |           |            |         |
| 2007 | Tonight                         | Forever            | 6      |           | 22        |        |           |          |           | 4      |           |            |         |
| 2008 | Forever                         | Forever            | 7      |           | 91        |        |           | 28       |           |        |           |            |         |
| 2008 | Race                            | Forever            | 18     | 10        |           |        |           |          |           |        |           |            |         |
| 2009 | Blackout                        | Nomansland         | 1      |           | tip2      |        |           |          |           |        |           |            |         |
| 2010 | Storm                           | Nomansland         | 1      |           |           |        |           |          |           |        |           |            |         |
| 2010 | Chasing the Wind                | Nomansland         | 10     |           |           |        |           |          |           |        |           |            |         |
| 2011 | Fire                            | Nomansland         | 5      |           |           |        |           |          |           |        |           |            |         |
| 2011 | Shadow                          | Nomansland         | 42     |           |           |        |           |          |           |        |           |            |         |
| 2011 | I'll Be There (La Vache 2011)   |                    |        |           |           |        |           |          |           |        |           |            |         |
| 2012 | Miracle                         | Undercover         |        |           |           |        |           |          |           |        |           |            |         |
| 2013 | Last Night a D.J. Saved My Life | Undercover         |        |           |           |        |           |          |           |        |           |            |         |
| 2013 | Sweet Child o' Mine             | Undercover         |        |           |           |        |           |          |           |        |           |            |         |
| 2013 | Imagination                     | Undercover         |        |           |           |        |           |          |           |        |           |            |         |
| 2014 | Don't Say Goodbye               |                    |        |           |           |        |           |          |           |        |           |            |         |

- (*) Staat nog steeds in de hitlijsten (en kan dus nog stijgen)
- (**) Don't Cry werd nooit als single verkocht, maar verscheen wel als promotiesingle. Er zijn dus ook geen noteringen in de hitlijsten voor dit nummer.
- (***) BEL Dance = Belgische Dance Top 30

### Dvd's
| Dvd's met hitnoteringen in de Vlaamse Ultratop muziek-dvd top 10/20 | Datum van verschijnen | Datum van binnenkomst | Hoogste positie | Aantal weken | Opmerkingen |
| ------------------------------------------------------------------- | --------------------- | --------------------- | --------------- | ------------ | ----------- |
| The Dvd                                                             | 2004                  | 16-10-2004            | 3               | 7            |             |
| Supersized - Live at Sportpaleis                                    | 2006                  | 23-12-2006            | 4               | 15           |             |
| Forever - Live at Sportpaleis                                       | 2008                  | 29-11-2008            | 1(3wk)          | 56           |             |

## Trivia
- Op 8 januari 2010 won Milk Inc. de MIA voor beste dance/elektronica
- Milk Inc. behaalde anno 2009 in totaal al 19 Vlaamse en Nederlandse TMF Awards in de categorieën Best Dance, Best Live en Best Album
- De groep is ook deels achter de schermen te volgen in het programma Regi's World op JimTV
- Forever was op 5 januari 2009 het allereerste nummer op het nieuwe radiostation MNM
- Milk Inc. stond in juli 2009 voor het eerst op Rock Werchter
- Milk Inc. stond al 26 keer in een uitverkocht Sportpaleis. Daarmee lokten ze in totaal meer dan een half miljoen toeschouwers naar hun concertreeksen.